# Justicia pygmaea
Justicia pygmaea är en akantusväxtart som beskrevs av Gustav Lindau. Justicia pygmaea ingår i släktet Justicia och familjen akantusväxter. Inga underarter finns listade i Catalogue of Life.